# Tropidodipsas annulifera
Espèce
Synonymes
- Geophis tecpanecus Duges, 1896
- Tantilla nelsoni Slevin, 1926
- Tropidodipsas malacodryas Shannon & Humphrey, 1959
- Tropidodipsas occidentalis Campbell & Simmons, 1962

Statut de conservation UICN

 LC  : Préoccupation mineure
Tropidodipsas annulifera  est une espèce de serpents de la famille des Dipsadidae.

## Répartition
Cette espèce est endémique du Mexique. Elle se rencontre dans les États de Sinaloa, de Nayarit, de Jalisco, de Colima, de Michoacán et de Guerrero.

## Description
L'holotype de Tropidodipsas annulifera, un mâle, mesure 430 mm dont 90 mm pour la queue. Cette espèce a la face dorsale noire et la face ventrale blanche. Son corps porte une vingtaine d'anneaux.

## Étymologie
Son nom d'espèce, du latin annŭli, « anneaux », et ferre, « porter », lui a été donné en référence à sa livrée.

## Publication originale
- Boulenger, 1894 : Catalogue of the Snakes in the British Museum (Natural History). Volume II., Containing the Conclusion of the Colubridæ Aglyphæ, p. 1-382 (texte intégral).